# ایستگاه برق آبی سیما
ایستگاه برق آبی سیما (به لاتین: Sima Hydroelectric Power Station) یک نیروگاه برقابی در نروژ است که در Eidfjord واقع شده‌است.